# Łysiny (Beskid Sądecki)
Łysiny lub Łysina (1052 m) – niewybitny szczyt w Beskidzie Sądeckim, w Paśmie Radziejowej. Jest kulminacją grzbietu odbiegającego z Czeremchy na południe. Stoki wschodnie opadają do doliny potoku Sielskiego, natomiast zachodnie w kierunku źródłowej części potoku Pod Górami. Wierzchołek i stoki Łysin porasta las.
Przez Łysiny prowadzi zielony szlak turystyczny ze Szczawnicy na Prehybę. Jest on o 15 minut dłuższy od szlaku niebieskiego, ale ciekawszy, bo w dolnej części bardziej widokowy, a w górnej wiedzie starodrzewem wzdłuż wąskich grzbietów i trawersuje bardzo strome zbocza. Pomiędzy Kunim Wierchem a Łysinami przecina drogę leśną, którą można zejść do doliny Sielskiego Potoku. Szlak nie biegnie przez szczyt Łysin, lecz trawersuje go od zachodu, do wysokości 1000 m.
Przez szczyt Łysin biegnie granica między miastem Szczawnica (stoki zachodnie) i wsią Szlachtowa (stoki wschodnie) w województwie małopolskim, w powiecie nowotarskim, w gminie miejsko-wiejskiej Szczawnica.

## Szlak turystyczny
pieszy: Szczawnica – Gabańka – Kuni Wierch – Łysiny – Czeremcha – Prehyba (trawers od zachodu). Czas przejścia: 3:15 h, ↓ 2:15 h

## Przypisy

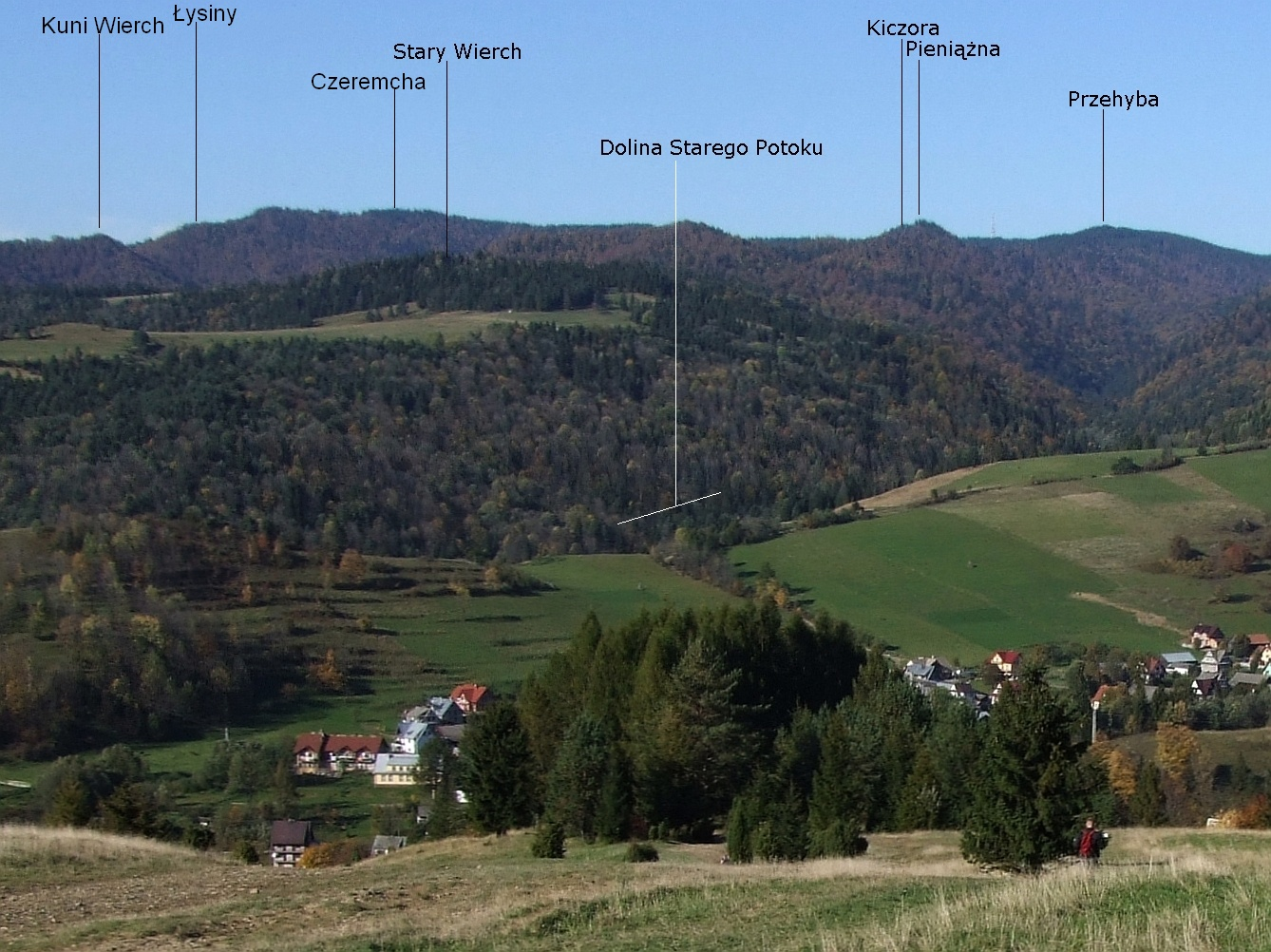
Widok z Jaworek